# Sínis

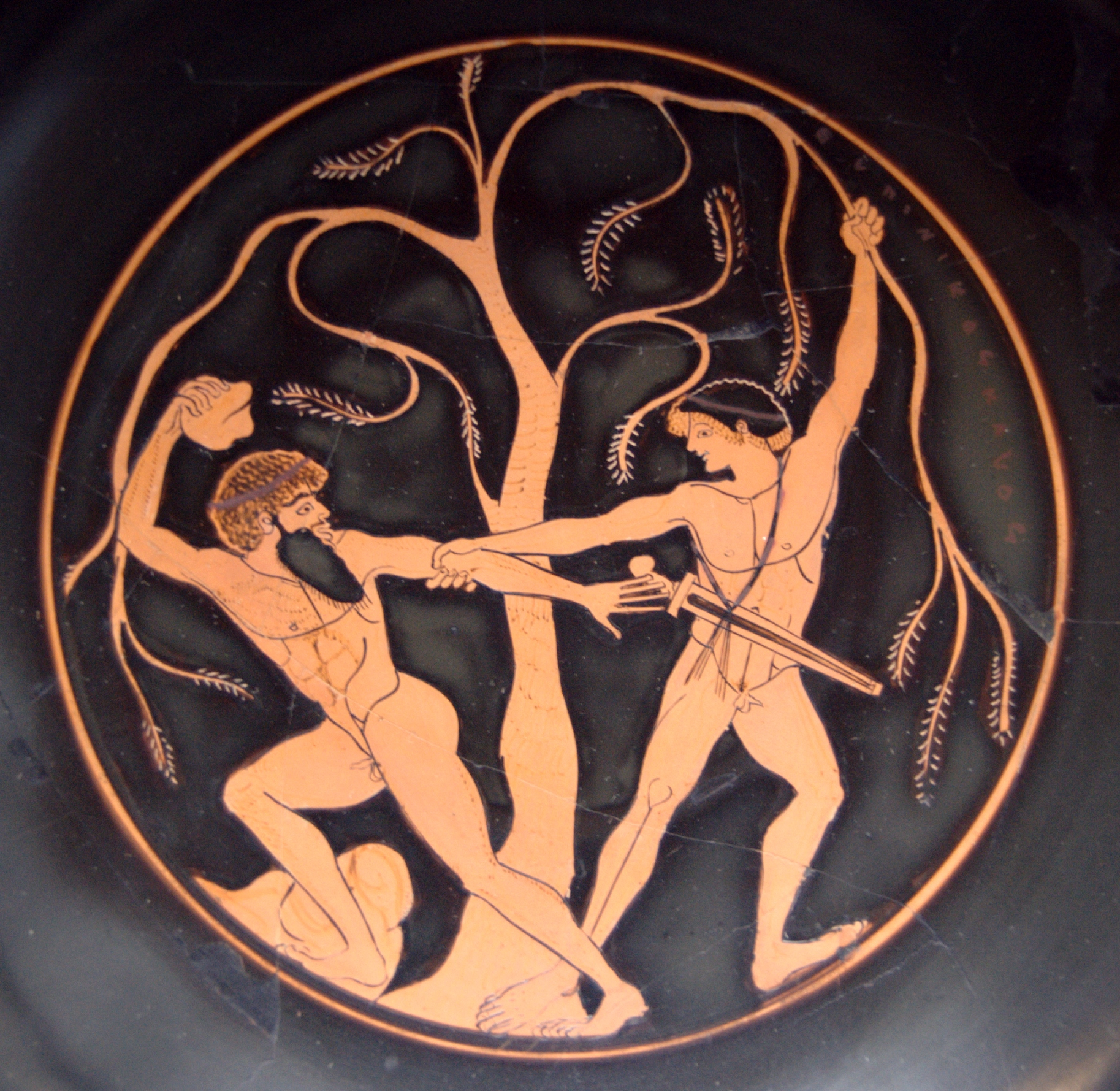
Sínis

Sínis, cognominado de Verga-Pinheiro, na mitologia grega, foi um temível bandoleiro, filho de Posidão, que vivia perto do Istmo de Corinto e foi morto por Teseu. Amarrava as extremidades de suas vítimas às copas vergadas de dois pinheiros e depois as largava, despedaçando, com isto, a vítima. 